# Wiadukt Weisera

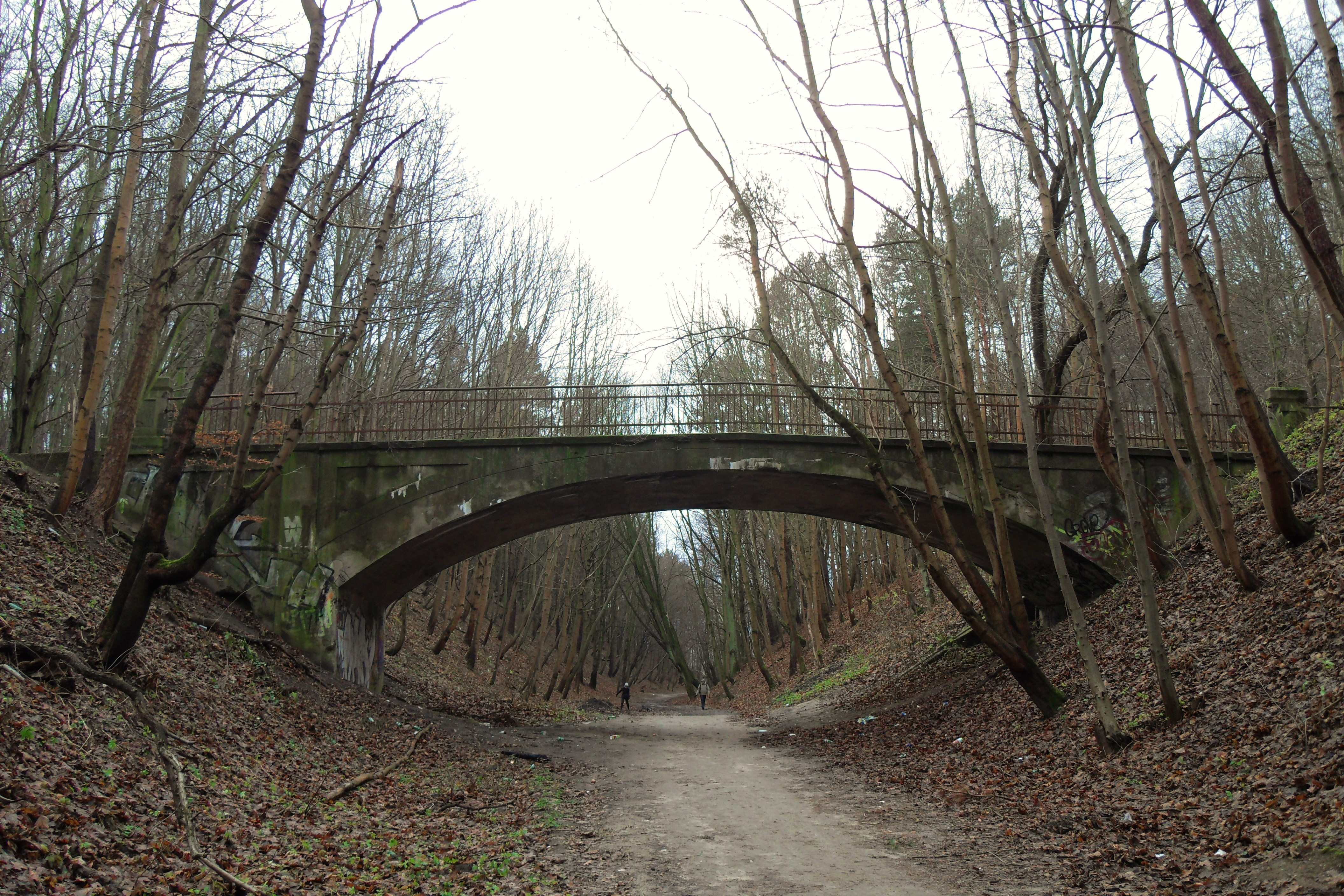
Wiadukt Weisera – jeden z najbardziej znanych zachowanych wiaduktów dawnej kolei kokoszkowskiej, zburzony 5 czerwca 2013 w związku z budową PKM

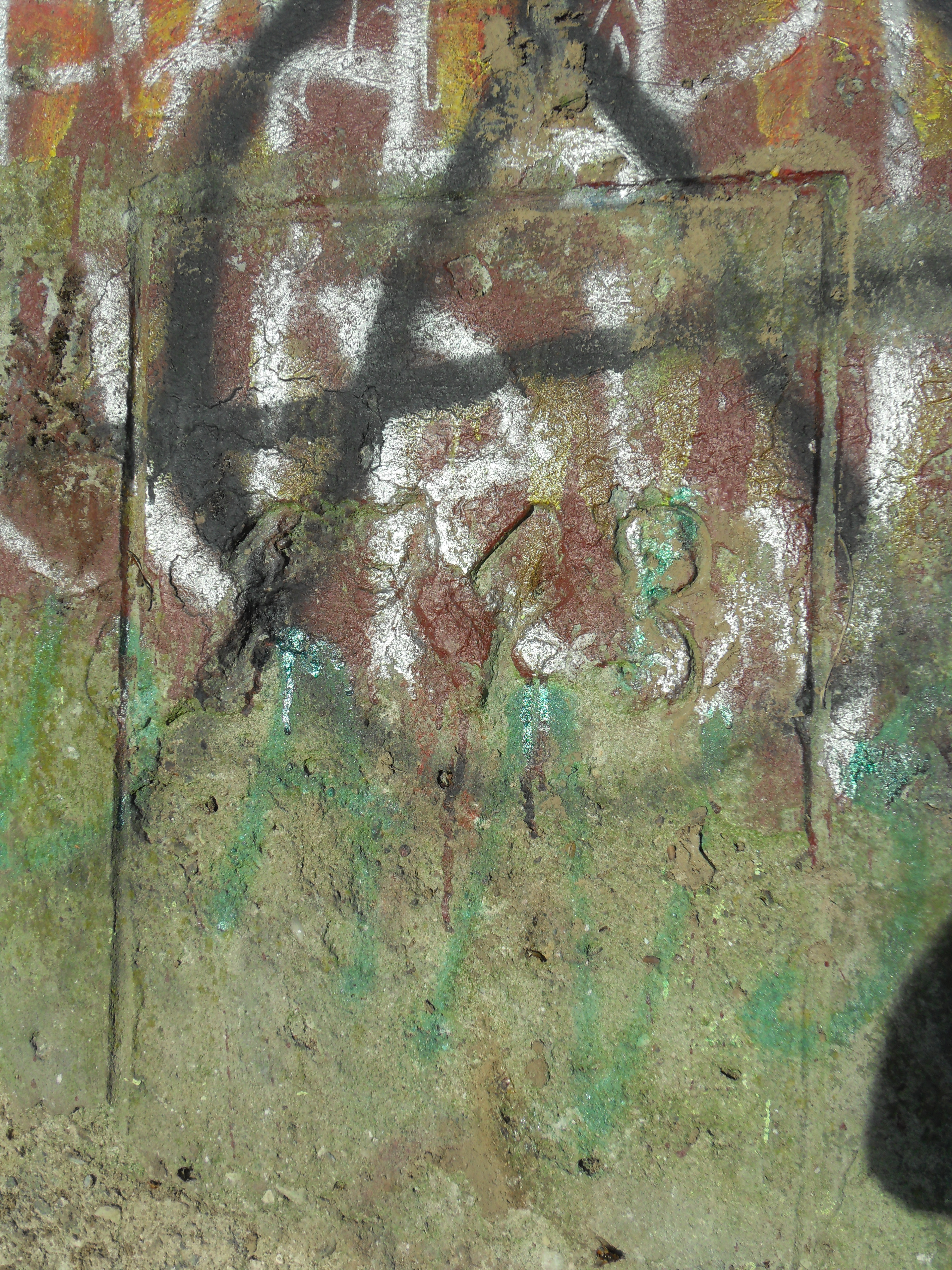
Fragment wiaduktu z zachowaną datą powstania (1913)

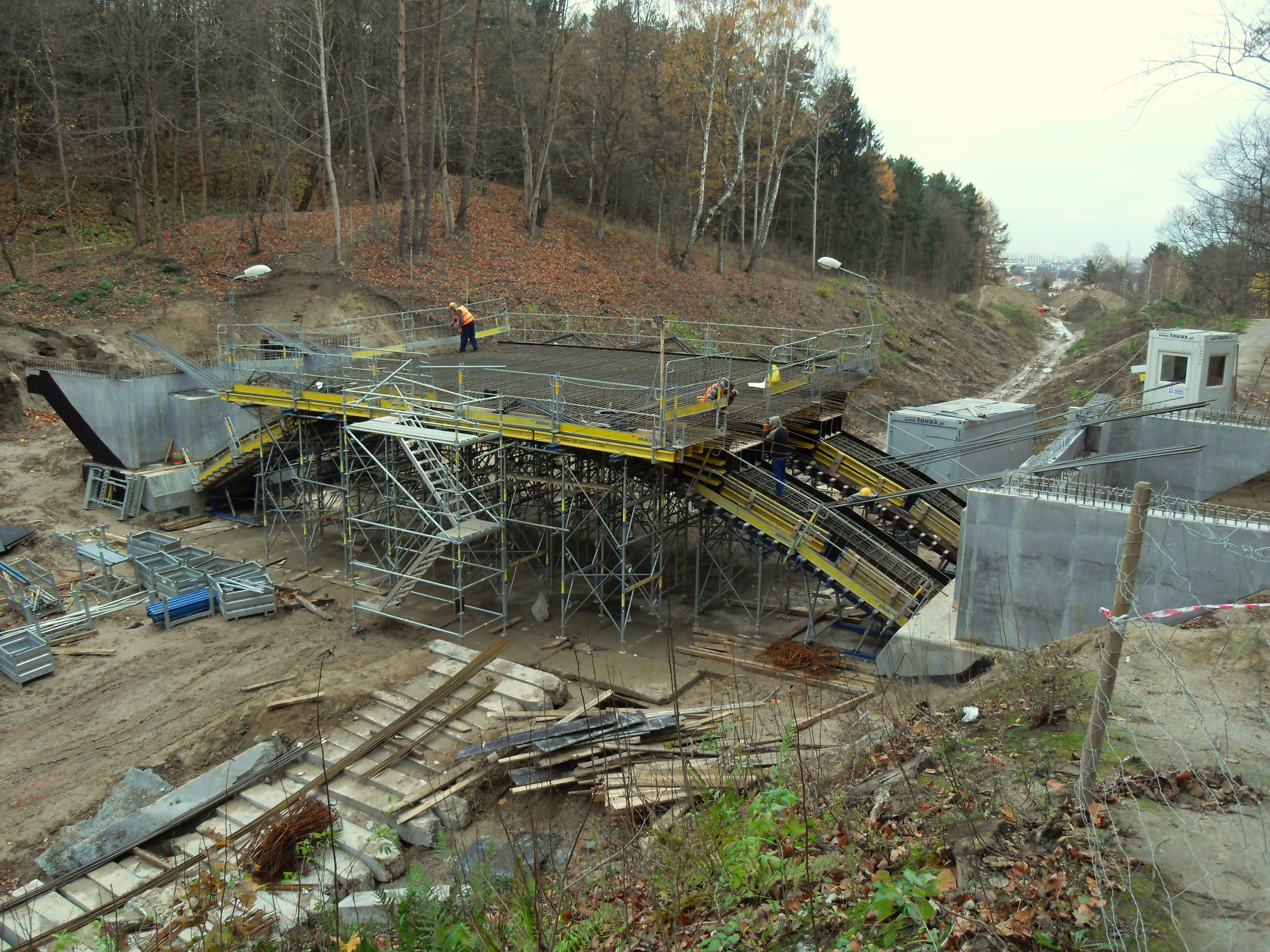
Wiadukt powstający w miejscu Mostku Weisera (stan na listopad 2013)

Wiadukt Weisera, zwany także Mostem Weisera – wiadukt istniejący w Gdańsku w latach 1913–2013, nowy obiekt wybudowano w 2014 i jest oznaczony na planach symbolem WD9.
Umiejscowiony na przedłużeniu ul. Ludowej i w pobliżu ul. Mikołaja Gomółki na granicy dzielnic Strzyży, VII Dworu i Wrzeszcza Górnego oraz przy granicy Trójmiejskiego Parku Krajobrazowego.

## Historia
Obiekt został wybudowany w 1913 i łączył niezalesione wówczas grunty. W latach 1914–1945 istniała pod nim Kolej Kaszubska. Wiadukt był umiejscowiony między stacją Gdańsk Wrzeszcz, a przystankiem Gdańsk Brętowo.
Wycofujące się z Gdańska niemieckie wojska pod koniec marca 1945 wysadziły największe z wiaduktów (nad al. Grunwaldzką/ul. Wita Stwosza/ul. Polanki/ul. Słowackiego/ul. Dolne Migowo). Był to element obrony. Wysadzając te mosty Niemcy zamierzali tymczasowo zablokować przejście dla atakującej Armii Czerwonej.
W latach powojennych Dyrekcja Okręgowa Kolei Państwowych w Gdańsku podjęła decyzję by istniejący, pozostały na niezniszczonych odcinkach, tor kolejowy rozebrać.
Wiadukt znajdując się na uboczu walk wojennych nie został zniszczony i przetrwał do 2013.

## Odniesienia w kulturze
Popularności temu obiektowi przysporzyła wydana w 1987 książka Weiser Dawidek Pawła Huellego, od tego momentu obiekt ten nazywany był mostem bądź wiaduktem Weisera.
W opublikowanej w 2013 książce Koleją z Wrzeszcza na Kaszuby Henryk Jursz opisuje
Wiadukt Weisera.
W wydanej w 2022 książce Dziady i dybuki Jarosław Kurski wspomina Mostek Weisera oraz jego okolice z czasów sprzed budowy Pomorskiej Kolei Metropolitalnej.

## Pożegnania
W związku z tym, że linia nr 248 planowana była jako dwutorowa konieczne stało się wyburzenie wszystkich pozostałych do tej pory na szlaku dawnej kolei kokoszkowskiej obiektów inżynieryjnych zbudowanych przed I wojną światową, ze względu na ich stan techniczny. Chodziło także o zachowany z czasów budowy linii Most Weisera.
14 marca 2013 Romuald Szymański opublikował w internecie artykuł Pomorska Kolej Metropolitalna: Stulatki do rozbiórki, w którym opisał konieczność wyburzenia wiaduktów i przyczółków dawnej linii kokoszkowskiej. Tekst ten stał się inspiracją do organizacji pożegnań wiaduktu, które odbyły się 26 marca oraz 27 kwietnia. Do wydarzenia z 27 kwietnia dołączyły Pomorska Kolej Metropolitalna wraz z Radą Dzielnicy Strzyża. Tego dnia przedstawiciele spółki PKM S.A. zapowiedzieli, że obiekt zostanie wyburzony 5 czerwca 2013.
Pożegnania Mostku Weisera z 2013 zostały wspomniane podczas uroczystości pogrzebowych Pawła Huellego 7 grudnia 2023.

## Wyburzenie
Pod koniec maja 2013 rozpoczęto przygotowania do wyburzenia obiektu usuwając murki i balustradę. 5 czerwca tego samego roku wiadukt został wyburzony w widowiskowy sposób. Destrukcję poprzedziła inscenizacja historyczna bitwy pomiędzy Sowietami i Niemcami, która w tym miejscu tak naprawdę nigdy się nie odbyła – tzw. Bitwa o Mostek Weisera. Wydarzenie zgromadziło tłumy widzów.

## Nowy obiekt
Zgodnie z zapowiedziami spółki PKM S.A. w miejscu wyburzonego wiaduktu powstał nowy obiekt dosyć podobny, ale dostosowany do wybudowanej pod nim zelektryfikowanej dwutorowej linii kolejowej.
14 sierpnia 2013 rozpoczęła się budowa poprzez wbijanie pali wzmacniających grunt pod konstrukcję nowego wiaduktu. 9 kwietnia 2014 zostały zakończone prace konstrukcyjne przy nowym wiadukcie. 13 września tego samego roku można było się przejechać drezyną na odcinku Gdańsk Niedźwiednik – Wiadukt Weisera. 17 października 2014 przeprowadzono próbę obciążeniową wiaduktu. W sierpniu 2015 w okolicach mostu ustawiano murki wraz z fragmentem balustrady z poprzedniego obiektu. W kwietniu 2017 na głazie znajdującym się przy zachowanych murkach i fragmencie balustrady pojawił się napis Relikty Mostu Weisera z 1913 r.. We wrześniu tego samego roku na zachowanym murku umieszczono tablicę opisującą historię obiektu z lat 1913–2013. W listopadzie 2019 w ramach inwestycji Rozbudowa infrastruktury rekreacyjnej na terenach miejskich w pobliżu wejścia do lasu (skrzyżowanie ulic Gomółki i Ludowej) prowadzącego do wiaduktu powstała infrastruktura rekreacyjna, zamontowano również ławki. W czerwcu 2023, w 10 rocznicę wyburzenia słynnego
Mostku Weisera, powstały przy obecnym wiadukcie nowe murale autorstwa dwójki studentów ASP w Gdańsku nawiązujące do książki Weiser Dawidek Pawła Huellego. W sierpniu tego samego roku, podczas prac nad nowymi muralami, na jednym z filarów mostu pojawił się napis Mostek Weisera 1913-2013-2023.